# Elio von Morpurgo
Ne doit pas être confondu avec Elio Morpurgo.
Pour les articles homonymes, voir Elio (homonymie).
Elio, baron von Morpurgo (17 janvier 1804, Trieste – 17 août 1876, Divonne-les-Bains), est un financier et industriel italo-autrichien du Frioul.

## Biographie
Il fonde une grande banque et une grande maison de commerce pour le nord de l'Adriatique.
Morpurgo devient président de la chambre de commerce et directeur du Lloyds Autrichien à Trieste.
Il reçoit le titre de baron de l'empereur François-Joseph Ier d'Autriche en 1867.
Elio von Morpurgo est considéré comme le fondateur de la dynastie des banquiers, dédiée au Museo Morpurgo (de) de Trieste. En mai 1828, il épouse Nina Parente, avec qui il a six enfants : Emilia (1828-1849, épouse de David Raffalovich), Adele (1830-1913), Elise (1832, épouse von Hauszer-Epstein), Marco (1838-1896), Enrico Salomon (1839-1885, marié à Mlle Hierschel de Minerbi ) et Guido Carl (1846-1923, marié à Mlle von Török).

## Sources
- (de) Cet article est partiellement ou en totalité issu de l’article de Wikipédia en allemand intitulé « Elio von Morpurgo » (voir la liste des auteurs).
- Constantin von Wurzbach: Morpurgo, Elio Freiherr. In: Biographisches Lexikon des Kaiserthums Oesterreich. 19. Theil. Kaiserlich-königliche Hof- und Staatsdruckerei, Wien 1868, S. 106 f. (Digitalisat).
- H. Knoepfmacher: Morpurgo Elio Frh. von. In: Österreichisches Biographisches Lexikon 1815–1950 (ÖBL). Band 6, Verlag der Österreichischen Akademie der Wissenschaften, Wien 1975,  (ISBN 3-7001-0128-7), S. 379.